# Список отдельных гвардейских миномётных дивизионов РККА
Список гвардейских миномётных дивизионов РККА — перечень дивизионов гвардейских миномётов РККА ВС Союза ССР. 
Первые дивизионы начали формировать с 15 июня 1941 года, когда вышла Директива Генерального Штаба Красной Армии о сформировании пяти отдельных дивизионов с войсковыми номерами: № 42, № 76, № 122, № 140, № 150. Но из-за отсутствия серийного производства вооружения, всего было создано восемь экспериментальных пусковых установок, начали формировать только 42-й и 76-й дивизионы. И только с началом Великой Отечественной войны ускорилось сформирования миномётных дивизионов.

## Формирования
| Формирование                                                                                 | Командиры | Примечания |
| -------------------------------------------------------------------------------------------- | --- | --- |
| Отдельный артиллерийский дивизион М-13 Ленинградского фронта                                 | командир — ? | Установки М-13; Сформирован 10.09.1941 на базе Особой батареи РГК ст. л-та Дегтярева Петра Никитича (с 1942 — ком-р 54-го огмдн 38-го ГМП); В действующей армии — 10.09.1941 — 10.11.1941 — переформирован в Отдельный артиллерийский полк (ОАП) М-13 ЛенФ; В составе: ЛенФ (1941); |
| Отдельный гвардейский миномётный дивизион Южного фронта                                      | капитан Небоженко, Тихон Никитович (с 9.1941, с 4.1942 — ком-р 54 ГМП); начальник штаба (нш) дивизиона (д-на) старший лейтенант (ст. л-т) Самченко Александр Ильич (с 17.09.1941, с 5.1943 — ком-р 80 ГМП); военный комиссар (военком) батареи (бат.) Ильин Николай Яковлевич (1941, в 1942 — военком 54 ГМП); | Установки М-8; 21.12.1941 на его базе сформирован 48 огмдн; В составе Южной оперативной группы (ЮОГ) гвардейских миномётных частей (ГМЧ) Южного фронта (ЮжнФ): оборона Одессы (с 8 по 10.1941) — Одесский участок (с 2.10 — 12.10.1941), Крымский участок (10 — 11.1941), Юго-Западный участок (с 7.12.1941); ком-р бат-и л-т Чамкин Яков Олимпиевич (9.1941, с 8.1942 — ком-р 58 огмд 8 ГМП); ком-р зенитно-пулем. вз-да л-т Михайлец Андрей Яковлевич (1941); ком-р огн. вз-да л-т Колеев Ахмет-Карым Абдул-Каримович (1941, затем в 13-м ТРБр); |
| Отдельный гвардейский миномётный дивизион Юго-Западного фронта                               | майор Сторожко Петр Куприянович (с 11.1941, с 3.1942 — ком-р 44 ГМП); нач. штаба капитан Киселёв Афанасий Кузьмич (1942, с 1943 — нач. штаба — ком-р 157 ГАП 74 ГСД, убит — 30.04.1945); начальник (нач-к) разведки ст. л-т Жолнач Евгений Иосифович (1941); военком — батальонный комиссар (бат. к-р) Бондарев (1941); | Он же — Отд. харьковский гв. миндн; В действующей армии: 19.11.1941 — 28.12.1941 — переименован в 49 огмд, с 4.1942 вошел в состав 65 ГМП; В составе: ЮЗФ (1941); ком-р бат-и ст. л-т Дергачев Юрий Васильевич (1941, в 1944 — ком-р 2-го д-на 305 ГМП); ком-р взвода (вз-да) л-т Новичков Михаил Николаевич (1941, в 1942 — нш д-на 83 ГМП, погиб — 8.08.1942); ком-р вз-да ст. л-т Гнатишин Иван Дмитриевич (1941, в 1943 — ком-р 264 огмдн 44 ГМП); |
| (76-й) Отдельный артиллерийский дивизион М-13 24-й А                                         | командир — ? | Дивизион начинал формироваться в 6.1941 — Директива ГШ Орг / 2 / 524131 от 15.06.1941 «О сформировании в МВО 5 отд. арт. д-нов № 42, 76, 122, 140, 150», как 76-й оадн, но не был сформирован из-за нехватки вооружения; Сформирован в конце сентября 1941 из батарей ст. л-та Небоженко Тихона Никитовича (с 9.1941 — ком-р огмд ЮжнФ) и 76-й отдельной батарей МУ РГК л-та Дятченко Николай Федорович (пропал без вести в 10-11.1941); В составе 24 А РезФ; Дивизион погиб в Вяземском окружении; |
| Отдельный гвардейский артиллерийский дивизион Северо-Западного фронта                        | капитан Кондратенко Семен Тимофеевич (с 8.1941, с 11.1941 — ком-р 21 ГМП); военком — бат. ком-р Смирнов (1941); | Уст-ки М-13; Сформирован в 8.1941, прибыл на СЗФ — 14.08.1941, в 10.1941 — переименован в 1-й Отдельный гвардейский минометный дивизион Северо-Западного фронта в составе 5 ГМП (1-го фор.); В действующей армии — 17.08.1941 — 28.12.1941 — переименован в 44-й отд. гв. миндн 21 ГМП; 20 — 22.08.1941 — д-н находился в окружении, взорвана одна БМ; В составе: 254 сд, 259 сд 34 А СЗФ (с 8.1941); ком-р бат-и ст. л-т Киров Григорий Степанович (с 8.1941, с 1.1942 — ком-р 101 огмдн); |
| 1-й отдельный гвардейский горно-вьючный миномётный дивизион                                  | ком-р капитан Разгонов Д. А. (1942), ст. л-т / капитан Паньков Степан Романович (с 12.1942 до 11.1943, в 1944 — замком 50 ГМП), капитан Гнатков Л. Е. (с 11.1943 — 1.1944, 6.03.1944 — осужден ВТ на 10 лет ИТЛ), капитан Мизяков Филипп Иванович (с 1.1944, с 4.1944 — НШ д-на, затем — замком), майор Егоров Н. (с 4.1944); нач. штаба капитан Разгонов Дмитрий Антонович (1942, затем ком-р д-на, в 4.1944 — ком-р 104 д-на 36 ГМП), капитан Зисман Кивва Волькович (с 11.1942 — ком-р 48 огмдн), ст. л-т / капитан Гнатков Леонид Евстратьевич (с 25.11.1942, с 3.1943 — замком д-на, с 11.1943 — ком-р д-на), ст. л-т Шипилин Тимофей Иванович (с 1.1944, в 1943 — ком-р бат-и, с 4.1944 — замком 2 оггвмд); нач-к и/сл д-на капитан Клиндухов Михаил Ильич (1943, 6.03.1944 — приговор ВТ к ВМН — расстрел); замполит майор Кутняк (5.1944); | 12 уст-к М-8-8 на конной тяге, с 1944 — на Willys; Сформирован 30.10.1942 на основании Постановления ВС ЧГВ ЗакФ № 0132 от 23.10.1942; В действующей армии: 20.10.1942 — 23.05.1944; В 11.1943 из уст-к М-8-8 сформирована — Отдельная гвардейская горно-вьючная батарея для выполнения спец. задания, батарея погибла в 1.1944; 25.07.1944 — обращен на укомплектование 1-го Польского гвардейского миномётного дивизиона Войско Польского в составе 1 ТК ВП — ком-р майор Кравец Николай Дорофеевич (с 8.1944); Состав: 7-я бат-я, 8-я бат-я, 9-я бат-я; В составе: 19 СК (11.1942), 8 ГМП СКФ (с 4 — 6.1943), ОПА (1.1944), 4 УкрФ (4.1944); ком-р 7-й бат-и ст. л-т Лапаксин Алексей Михайлович (4.1944); ком-р бат-и ст. л-т Авдюков Петр Павлович (с 10.1942, погиб — 29.12.1943); |
| 2-й отдельный гвардейский горно-вьючный миномётный дивизион                                  | ком-р капитан / майор Жуйко Сергей Иванович (с 11.1942 — 7.05.1945 — тяжело ранен), майор Копыцкий Анатолий Михайлович (с 5.1945, затем — ком-р 2-го огмдн 10 МК); нач. штаба капитан Журенко Дмитрий Евтеевич (с 12.1942, в 8.1943 — врио ком-ра д-на, с 1944 — ком-р д-на 197 горно-мин. полка), капитан Табурянский Алексей Анисимович (1945); замком д-на капитан Шипилин Тимофей Иванович (с 4.1944); | Полное наименование (1945) — 2-й Отдельный гвардейский горно-миномётный Карпатский орденов Александра Невского и Богдана Хмельницкого 3 ст. дивизион; 12 уст-к М-8-8 на конной тяге, с 1944 — на Willys и ГАЗ-67Б; Сформирован 25.11.1942 на основание Постановления ВС ЧГВ ЗакФ № 0149 от 6.11.1942 по штату 08/167; В действующей армии: 25.11.1942 — 11.05.1945; В 6.1945 — переформирован во 2-й отд. гв. мин. Карпатский д-н 10 МК (без сохранения орденов); Состав: 10-я бат-я, 11-я бат-я, 12-я бат-я; В составе: 383 СД СКФ (11.1942 — 1943), 67 ГМП ЧГВ СКФ (1.1943), 4 УкрФ (1944—1945), 1 ДВФ (9.1945); ком-ры бат-й: л-т / капитан Володин Егор Филиппович (с 1.1943), ст. л-т Табурянский А. А. (с 1944, в 1945 — нш д-на), ст. л-т Бугров Алексей Константинович (1945), л / ст. л-т Коновалов Иван Степанович (с 1944), ст. л-т Родионов Петр Андреевич (1945); |
| 3-й отдельный гвардейский горно-вьючный миномётный дивизион                                  | ком-р капитан Трофимов (1.1943), капитан / майор Ермольчик Дмитрий Иванович (с 2.1943, с 17.10.1943 — НШ 44 ГМП), капитан Хмель Владимир Афиногенович (с 10.1943), капитан / майор Кузьмин Николай Никифорович (с 8.1944, затем — ком-р 3 огмд); нач. штаба ст. л-т Каневский Иван Терентьевич (1.1943, затем нш 101 огмдн), капитан Князик Сергей Васильевич (с 2.1943, в 1944 — ком-р 3-го д-на 8 ГМП), капитан Власкин Иван Фомич (с 11.1944, с 1943 — ком-р бат-и), капитан Крюков Кузьма Сергеевич (1945, затем нш 3-го огмд); замполит капитан Новосад Федор Антонович (погиб 10.02.1943); | Полное наименование (1945) — 3-й отдельный гвардейский горно-миномётный Карпатский ордена Александра Невского дивизион; 12 уст-к М-8-8 на конной тяге, с 1944 — на Willys и ГАЗ-67Б; Сформирован 1.02.1943 из 2, 3 и 4 гв. горных мин. бат-й и назывался — 3-й отд. гвардейский миномётный горный дивизион, в 6.1945 — переформирован в 3-й отд. гв. мин. д-н; В действующей армии: 1.02.1943 — 11.05.1945; Состав: 2 / 1-я бат-я, 3 / 2-я бат-я, 4 / 3-я бат-я; В составе: 83 МКБр СКФ (1943), 4 УкрФ (1944—1945); ком-р 1-й бат-и ст. л-т Кувенев Василий Григорьевич (1944); ком-р 2-й бат-и — ст. л-т Сыромятников Василий Петрович (убит 24.09.1944); ком-р 3-й бат-и ст. л-т Хмель Владимир Афиногенович (с 12.1942, с 10.1943 — ком-р д-на), л-т Власкин Иван Фомич (с 1943, с 11.1944 — НШ д-на); ком-р 4-й бат-и ст. л-т Лапаксин Алексей Михайлович (с 11.1942, в 1944 — ком-р 7-й бат-и 1-го оггвмд); |
| 4-й отдельный гвардейский горно-вьючный миномётный дивизион                                  | командир — ? | Уст-ки М-8-8 и М-8-12 на конной тяге; Сформирован 15.02.1943 из 1, 5 и 6 гв. горных мин бат-й; В действующей армии: 15.02.1943 — 15.10.1943; По приказу Командующего ЧГВ ЗакФ генерал-полковника Петрова И. Е. 8.01.1943 — 8 уст-к М-8-12 из формировавшегося 4-го оггвмд были переданы ЧФ, где были смонтированы на катерном тральщике КАТЩ-606 (бывший сейнер «Скумбрия»)— ком-р старшина 1 ст. Желудков Александр Григорьевич; Состав: 4-я бат-я, 5-я бат-я, 6-я бат-я; В составе: 8 ГМП ЧГВ СКФ (2.1943); ком-ры орудий 5-й бат-и ст. с-т Костюк Павел Григорьевич (1943), кр-ц Шушпанов Павел Ксенофонтович (1943); |
| 1-й Отдельный гвардейский миномётный дивизион моряков на дрезинах                            | ком-р ст. л-т Виноградов Андрей Николаевич (с 10.1942, с 7.1944 — ком-р 1-го д-на 90 ГМП); | Сформирован по временному штату к 1.12.1942 согласно Приказу ком-го ЧГВ ЗакФ № 0072 от 8.11.1942 «О формировании 1-го отдельного Гвардейского минометного дивизиона РС М-8 на автодрезинах», расформирован в марте 1943; В опер. подчинении 305 ГМПм (3-м д-ном); Состав: 4-е ж/д дрезины по 2-е установки М-8-12 и 4-е платформы для перевозки боеприпасов; Одна из БД «РС» называлась «Аврора»; |
| 2-й Отдельный гвардейский миномётный дивизион Западного фронта / 25 ТК                       | командир к-н Козлов Иван Алексеевич (с 21.10.1941 по 01.1942, затем пом. нач. опер отделения ОГ ГМЧ ЗапФ), ст. л-т / капитан Костерин Виктор Григорьевич (с 01.1942), майор Ясюнас Михаил Николаевич (с 1942, затем — замком 12 ГМБр), капитан / майор Ерёмин Дмитрий Иванович (с 5.1943 — 6.1945); нач. штаба капитан Костерин Виктор Григорьевич (с 23.10.1941 по 01.1942, пропал без вести в 12.1942 (-?)), капитан Захаров (3.1943), капитан Венедиктов Иван Никифорович (5.1943), ст. л-т Зверев Евгений Иванович (1944, с 8.1944 — нш 2 / 60 ГМП), ст. л-т Юдин Дмитрий Иванович (1945); нач-к разведки капитан Альперович Рувим Рахманович (1.1942, затем — пнш 303 ГМП); военком Уваров (1941), бат. ком-р Пилипчук (1.1942), Захаров (1943), Андреев (1944); | Полное наименование (1945) — 2-й Отдельный гвардейский миномётный Рославльский Краснознамённый дивизион; Формировался на основании приказа МВО с 21.10.1941 по 23.10.1941. В действующей армии: 26.10.1941 — 11.05.1945; В составе: 93 сд 43 А ЗапФ (с 24.10.1941 по 26.11.1941 и с 15.02.1942), 33 А, 330 СД 43 А, 10 А ЗапФ (1941—1943), 25 ТК 1 УкрФ (1944—1945); ком-р 1-го д-на — л-т Мартынкин Дмитрий Михайлович (с 25.10.1941, с 8.1942 — ком-р 3-го д-на 23 ГМБр), л-т / ст. л-т Венедиктов И. Н. (с 10.03.1942, в 5.1943 — нш д-на); ком-р 2-й бат-и ст. л-т Баду Борис Григорьевич (1942), л-т / ст. л-т / капитан Коршунов Владимир Петрович (с 3.1942 — 1945), ст. л-т Юдин Дмитрий Иванович (в 10.1943, в 1945 — нш д-на); |
| 2-й Отдельный гвардейский миномётный дивизион 10 МК                                          | майор Капыцкий Анатолий Михайлович (1945); нач. штаба капитан Табурянский Алексей Анисимович (1945); замполит майор Рылушко Александр Трофимович (9.1945); | Полное наименование (1945) — 2-й Отдельный гвардейский миномётный Карпатский дивизион 10 МК; Переформирован в 6.1945 из 2-го оггмдн; В действующей армии: 9.08.1945 — 3.09.1945; В составе: 10 МК 25 А 1-й ДВФ (8-9.1945); ком-р бат-и ст. л-т Бугров Алексей Константинович (1945); |
| 3-й Отдельный гвардейский миномётный дивизион (1-го формирования)                            | капитан Воронов Иван Павлович (с 1941, в 12.1941 был болен, с 3.1942 — ком-р 52 ГМП), капитан Лаптев Евгений Семенович (с 7.1942, с 7.1943 — НШ 314 ГМП), капитан / майор Гончаров Л. (до 5.1943); нач. штаба л-т Гольдшмидт Марк Петрович (с 1941, в 1942 — ком-р 397 / 88 ГМП, в 1944 — НШ 88 ГМП); замком д-на ст. л-т Петров Николай Дорофеевич (до 5.1943, затем в 11 огмд); военком — Крюковский (с 1941, в 12.1941 — командовал д-ном), ст. п-к Потапов (1942); | Уст-ки М-8 на Т-40 / Т-60; В действующей армии: 30.10.1941 — 25.05.1943; 29.05.1943 — обращен на формирование 10 ГМП (2-е фор.); В составе ЗапФ (1941—1943); ком-р 2-й бат-и л-т Лаптев Евгений Семенович (с 25.10.1941, с 7.1942 — ком-р д-на); |
| 3-й Отдельный гвардейский миномётный дивизион (2-го формирования)                            | ком-р майор Кузьмин Николай Никифорович (1945); нач. штаба Крюков Кузьма Сергеевич (1945); | Полное наименование (1945) — 3-й Отдельный гвардейский миномётный Карпатский ордена Александра Невского дивизион; Сформирован в 6.1945 из 3-го Отдельного гвардейского горно-миномётного Карпатского ордена Александра Невского дивизиона; В составе: 18 А 4 УкрФ (1945); |
| 9 отдельный гвардейский минометный дивизион 26 ГСД                                           | командира 9–го отдельного гвардейского минометного дивизиона Шутов Пётр Васильевич (1942, затем ком-р 39 ГМП); | Участвовал в боях на Волховском фронте. В действующей армии: 20.04.1942 — 20.10.1942; Расформирован; |
| 10-й отдельный гвардейский миномётный дивизион                                               | майор Серебров Павел Иванович (1942 — 1.1944), майор Толубеев Дмитрий Павлович (1944); нач. штаба капитан Чайников Александр Романович (с 1943 — 11.1944, затем — пнш 53 ГМП), Жидков Ростислав Иванович (с 1944); замполит майор Пирожков Иван Николаевич (с 1943); | Полное наименование (1945) — 10-й Отдельный гвардейский миномётный дивизион; Уст-ки М-13; В действующей армии: 1.12.1941 — 9.05.1945; В составе: 10 А ЗапФ (7.1942), 1 ТК 1 ПрибФ (1942—1943), БрянФ (7.1943), 3 БелФ (1945); ком-р бат-и капитан Жидков Ростислав Иванович (1943, с 1944 — нш д-на); ком-р бат-и капитан Воронин Александр Петрович (с 10.1942, в 8.1944 — нш д-на); |
| 11-й отдельный гвардейский миномётный дивизион                                               | капитан / майор Штоколов Федор Андреевич (с 10.1941, с 3.1942 — НШ 59 ГМП, убит — 15.07.1942), капитан Агафонов Николай Иванович (с 7.1942, в 1944 — НШ 307 ГМП), капитан / майор Медведев М. М. (1943, в 1944 — ком-р 3/21 ГМБр), капитан / майор Мороз Иван Григорьевич (с 4.1943); замком ст. л-т Петров Николай Дорофеевич (с 7.1942, в 3.1942 — замком 3-го огмд, в 1944 — ком-р 1-го д-на 31 ГМБр); нач. штаба капитан Терещенко Михаил Афанасьевич (12.1943); военком — Якименко (1942); | Полное наименование (1945) — 11-й Отдельный гвардейский миномётный Кировоградский дивизион; В действующей армии: 9.11.1941 — 11.05.1945; В 10 — 11.1941 входил в состав 2/ 15 ГМП, с 6.11.1941 — получил № 11; Входил в опер. подчинении 59 ГМП с 3 до 8.1942, затем — отд. д-н; В составе: ЗапФ (1941—1943), 29 ТК СтепФ (11.1943), 5 гв. МК 4 ТА 1 БелФ (1945); ком-р бат-и капитан Шульц Цаль Михайлович (с 9.1942); ком-р бат-и ст. л-т Москаль Леонид Федорович (с 7.1944); |
| 28-й отдельный гвардейский миномётный дивизион                                               | ст. л-т / капитан Бондарев Николай Иванович (с 5.10.1941 по 27.01.1942 — тяж. ранен, затем — замком 4 ГМП), ст. л-т / капитан / майор Сироткин Дмитрий Константинович (с 5.1942, с 1943 — ком-р 127 огмд), майор Козин Александр Иванович (1943, в 6.1943 — ком-р подгруппы д-нов РС М-30, с 9.1943 — замком 54 ГМП), майор Михайлов Константин Кириллович (с 8.1943 до 9.1944), майор Шилов Степан Дмитриевич (с 9.1944); нач. штаба ст. л-т Сироткин Д. К. (1941, с 5.1942 — ком-р д-на), ст. л-т / капитан Ленчик Николай Дмитриевич (1942, в 1944 — замком 42 ГМП), капитан Шилов С. Д. (до 9.1944, затем — ком-р д-на); военком — ст. п-к Зайцев (1942); | Полное наименование (1945) — 28-й Отдельный гвардейский миномётный Минский ордена Александра Невского дивизион; Уст-ки М-13 на ЗИС-6; Сформирован 21.12.1941 на базе 3 д-на 13 ГМП; В действующей армии: 21.12.1941 — 9.05.1945; В составе: 251 СД 31 А ЗапФ (1942—1943), 2 ГТК 3 БелФ (1944—1945); |
| 35-й отдельный гвардейский миномётный дивизион                                               | майор Богдан Михаил Никитович (с 10.1941, в 1943 — ком-р 20 ГМБр), капитан Кузнецов (9.1942), майор Бабыков Иван Федорович (с 6.1943, в 1944 — нач. развед. отд. УКАРТ 2 ПрибФ), майор Богородский Виталий Васильевич (с 8.1943, в 1945 — замком 76 ГМП), майор Кукушкин Павел Васильевич (с 5.1944); нач. штаба ст. л-т / капитан Хорев Михаил Гаврилович (с 9.1942); военком — п-к Потапов (1.1942), бат. ком. Ильвес (9.1942), замполит майор Калаев Александр Иванович (1945); | Полное наименование (1945) — 35-й Отдельный гвардейский миномётный Смоленский ордена Богдана Хмельницкого дивизион; Уст-ки М-13; Сформирован 15.11.1941 на базе 1 д-на 9 ГМП (1-е фор.); В действующей армии: 15.11.1941 — 3.09.1945; В составе: 60 ГМП, 59 ГМП ЗапФ (1942), 33 А (1943), 5 МК 6 ТА (1944), 9 Гв. МК, 6 Гв. ТА, 2 УкрФ (1945); |
| 40-й отдельный гвардейский миномётный дивизион                                               | майор Коротун Михаил Назарович (с 12.1941, с 3.1942 — ком-р 40 ГМП), капитан / майор Медведев Михаил Семенович (1942, с 1943 — замком (26) 89 ГМП, умер от ран 26.01.1944), капитан / майор Герасимович Александр Степанович (1942-1943, c 1943 - зам. ком. 40 ГМП), майор Шлыков Николай Максимович (8.1943, в 1941—1942 — ком-р бат-и 21 огмд, с 11.1943 — нач-к опер.отд. ОГ ГМЧ 3 БелФ), Герой Советского Союза (24.03.1945) капитан / майор Опалёв Иван Васильевич (с 15.10.1943 — 1945); нач. штаба капитан Опалев И. В. (8.1943, затем — ком-р д-на), капитан Галеев Гариф Музофарович (с 1943, с 11.1941 — 1943 — ком-р зен. вз-да); замполит капитан / майор Канивец Петр Федорович (1942—1945); | Полное наименование (1945) — 40-й гвардейский миномётный дивизион 7 МК; В действующей армии: 10.12.1941 — 3.09.1945; В составе: КалФ (1941), ЗапФ (1941—1943), 7 МК 2 УкрФ (1944), 7 МК 3 УкрФ (9.1944 — 1945), 7 МК 6 гв. ТА ЗабФ (с 7.1945); ком-р 1-й бат-и ст. л-т / капитан Гаманов Валентин Иванович (1944); ком-р 2-й бат-и ст. л-т Королев Иван Иудович (с 8.1943), ст. л-т Хусаинов Зия Киямович (1945); |
| 41-й отдельный гвардейский миномётный дивизион                                               | ст. л-т / капитан Кульков Николай Андреевич (с 12.1941 — 1942, в 2.1943 — получил тяж. ранение — ампут. прав. ногу, с 8.1943 — зам. нач-ка ОГ ГМЧ ЗапФ), ст. л-т Веденьев В. Д. (9.1942), майор Прокопенко Петр Михайлович (с 1943—1945), майор Коробков Н. А. (6.1945); нач. штаба ст. л-т Веденьев Виктор Дмитриевич (с 15.12.1941, в 9.1942 — ком-р д-на, в 1944 — ком-р 474 д-на 326 ГМП), л-т / ст. л-т Любых Григорий Васильевич (9.1942, с 1.1943 — замком д-на), ст. л-т Ищенко Александр Иосифович (с 1944); военком — п-к Болдырев (1942); | Полное наименование (1945) — 41-й Отдельный гвардейский миномётный Брестский орденов Богдана Хмельницкого, Александра Невского и Красной Звезды дивизион; Уст-ки М-13; Сформирован 21.12.1941 на базе батарей 1-го и 2-го д-нов 13 ГМП; В действующей армии: 21.12.1941 — 9.05.1945; В составе: 144 сд, 352 сд 5 А ЗапФ (1942—1943), 1 МК 2 ГТА 1 БелФ (1944—1945); ком-р бат-и ст. л-т Ищенко А. И. (1943, с 1944 — НШ д-на), капитан Гаврилов Виктор Петрович (1944), ст. л-т Кольцов Олег Сергеевич (1944); |
| 42-й отдельный артиллерийский дивизион М-13 (1-го формирования)                              | 1-е формирование — капитан Смирнов Виктор Абрамович (с 8.08.1941, затем ком-р 42-го огвминдн, с 12.1943 — ком-р 753 ПАП); нач. штаба капитан Мартынов (9.1941); пнш — ст. л-т Костюков Иван Федорович (попал в плен, освобожден); ком-р штаб. бат-и л-т Сериков Константин Константинович (с 8.08.1941, 11.10.1941 — попал в плен, 27.09.1945 — освобожден); | 1-е формирование — 8.08.1941 — 30.10.1941 — расформирован; Дивизион начинал формироваться в Гороховецких лагерях — Директива ГШ Орг / 2 / 524131 от 15.06.1941 «О сформировании 5 отдельных арт. дивизионов № 42, 76, 122, 140, 152», но не был сформирован из-за нехватки вооружения; 42-й оад (в/ч № 4207) сформирован 8.08.1941 из батарей: л-та Куна (1-я и 2-я батареи) и к-на Флёрова — 3-я бат-я; Батарея л-та Куна 8.08.1941 была разделена на 2-е бат-и: 1-я бат-я (5 уст-к М-13) — ст. л-т Черкасов Евгений Александрович (пропал без вести в 10.1941), 2-я бат-я (4 уст-ки М-13) — л-т Шуктомов Степан Григорьевич (пропал без вести в 10-12.1941), а л-т Кун Александр Михайлович (пропал без вести в 12.1941) — стал ком-ром бат-и в составе 19 А (19-я бат-я МУ РГК, бат-я погибла 11.10.1941); Первоначально 16 установок БМ-13: 1-я батарея — 5 установок, 2-я батарея — 4 установки, 3-я батарея — 7 установок. К концу августа все 7 экспериментальных установок 3-й батареи, как неисправные, были отправлены в Москву, а взамен 1.09.1941 были получены 4 новые серийные установки. Таким образом в дивизионе стало 13 БМ-13, 10 сентября одна установка была уничтожена при авианалёте и в дивизионе осталось 12 БМ-13; Дивизион погиб в Вяземском окружении — 1-я и 2-я батареи погибли 7—8 октября 1941 г. у п. Лосьмино, а 3-я батарея погибла в ночь с 6 на 7 октября 1941 г. у д. Богатырь. Вышедшие из окружения 18.10.1941 л/с 3-й бат-и (20 чел) включены в состав 36 огмдн 74 ГМП; В составе: 24 АРезФ (8.1941); |
| 42-й отдельный гвардейский миномётный дивизион (2-го формирования)                           | капитан Смирнов Виктор Абрамович (пропал б/в (погиб)), освобождён, осуждён, реабилитирован, с 12.1943 — ком-р 753 ПАП), капитан Денисенков Александр Илларионович (1942, затем в 24 ГМП); нач. штаба капитан Козырь Сергей Илларионович (пропал без вести в 10.1942) | Сформирован 21.12.1941 на базе батареи 2 д-на 1 ГМП (1-е фор.) и батареи 3 д-на 9 ГМП (1-е фор.), как 42-й отдельный гвардейский миномётный дивизион; В 2.1942 вошёл в состав 24 ГМП; |
| 43-й отдельный артиллерийский дивизион М-13 / 43-й отдельный гвардейский миномётный дивизион | ст. л-т / капитан Куйбышев Василий Александрович (с 12.1941, с 1942 — НШ 80 ГМП), капитан Жуков (с 1.1942), ст. л-т Василенко (2.1942), капитан / майор Николаенко Петр Прохорович (с 7.1942, с 8.1943 — ком-р 99 ГМП), капитан Машевский Иван Игнатьевич (7.1943, затем — ком-р 215 д-на 24 ГМП), майор Волков Николай Семенович (с 8.1943, с 1.1945 — ком-р 92-го ГМП), подполковник Орлов Дмитрий Нилович (с 1945); нач. штаба д-на л-т Корж Иван Яковлевич (2.1942, с 1.1943 — пнш 1 ГМД), л-т / ст. л-т / капитан Ткачев Василий Петрович (с 4.1942), капитан Кано Михаил Максимович (с 1945, быв. ком-р бат-и); | Полное наименование (1945) — 43-й Отдельный гвардейский миномётный Гданьский орденов Александра Невского и Красной Звезды дивизион; 43 оад сформирован 21.12.1941 на базе 30-й особой бат-и — ст. л-т Куйбышев В. А. (с 21.12.1941 — ком-р 43 д-на), 3-й бат-и 1-го д-на 14 ГМП — л-т Абрамович Марк Исаакович (с 12.1941, затем — ком-р 319 огмд 77 ГМП), 16-й особой бат-и МУ РГК — ст. л-та Денисова Александра Герасимовича (с 20.11.1941 — инс-р штаба ОГ ГМЧ ЗапФ, в 1944 — НШ 99 ГМП); В 1.1942 — переименован в 43-й отдельный гвардейский минометный дивизион; В действующей армии — 21.12.1941 — 9.05.1945; В составе: 30 А КалФ (2.1942), СталФ (7.1942), ЮжнФ (1943), 22 А СЗФ (7.1943), 1 ГТК 1 БелФ (1943—1944), 1 ГТК 2 БелФ (1945); ком-р бат-и л-т Корж Иван Яковлевич (с 1.1942 по 2.1942, затем — НШ д-на); ком-р бат-и ст. л-т / капитан Яцевский Николай Андреевич (с 1942, в 1945 — нш 126 огмдн); |
| 45-й отдельный гвардейский миномётный дивизион 2 ГМК                                         | капитан / майор Байков Михаил Александрович (до 5.1943, затем — ком-р 3-го д-на 30 ГМБр); замполит капитан Терещенко Николай Иванович (с 1943, затем в 21 ГМП); | В действующей армии: 15.12.1942 — 6.06.1943 — переименован в 408 огмд / см. 408 огмд /; В составе: 2 гв. МК (1943); Существовал ещё один 45-й огмдн в составе 64 ГМП; |
| 47-й отдельный гвардейский миномётный дивизион                                               | капитан Шаренков Иван Васильевич (с 1941), ст. л-т / капитан / майор Исаев Сергей Мефодьевич (с 3.1942 до 1.1943, в 1-2.1942 — замком д-на), ст. л-т Караичев (в 3.1942), майор Кузнецов Г. И. (с 9 — 12.1943), капитан / майор Воробьев Григорий Андреевич (с 29.09.1943 до 1.1944 и с 10.1944 — 1945, в 1942 — нш 91 гокадн 83 ГКД), майор Мартыненко Василий Федорович (с 4.1943 по 9.1943 и с 1.1944 до 10.1944), майор Коробков Николай Афанасьевич (10.1944, затем ком-р 2-го д-на 36 ГМБр); замком по с/ч ст. л-т / капитан / майор Кузнецов Григорий Иванович (с 7.1942, с (17.07.) 12.1943 — ком-р д-на, затем — замком 85 ГМП), ст. л-т / капитан Щетинин Алексей Игнатьевич (с 1944, в 1943 — замком д-на); нач. штаба ст. л-т / капитан Мельников Иван Алексеевич (1942, с 1943 — ком-р д-на 99 ГМП), л-т / ст. л-т Власов Константин Александрович (с 1.1943), капитан Воробьев Г. А. (с 8.1943, с 10.1944 — ком-р д-на); военком — бат. ком-р Демин Федор Николаевич (с 1941), ст. бат. ком-р Воронцов (с 3.1942); | Полное наименование (1945) — 47-й Отдельный гвардейский миномётный Рижский Краснознамённый дивизион; Сформирован 28.12.1941 на базе 3/3 ГМП (1-го фор.); В действующей армии: 28.12.1941 — 14.11.1944; В составе: 39 А КалФ (1942), 33 А ЗапФ (8.1943), 4 Уд. А КалФ (9.1943), 5 ТК 1 ПрибФ (12.1943), 6 ГКК 1 УкрФ, 2 УкрФ (1943), 5 ТК 2 ПрибФ (10.1944), 2 УкрФ (1945); ком-р 1-й бат-и ст. л-т / капитан Собакарев Гавриил Степанович (1944); ком-р 2-й бат-и ст. л-т Шабанов Дасий Александрович (1944); |
| 49-й отдельный гвардейский миномётный дивизион (2-го формирования)                           | 1-е формирование — / см. 65 ГМП /; 2-е формирование — капитан / майор Рождаев Филипп Степанович (с 1943); нач. штаба капитан Соколов Борис Викторович (с 10.1943); замполит майор Дресвянников Иван Иванович (1943), майор Гладкий Иван Терентьевич (1945); | Полное наименование (1945) — 49-й Отдельный гвардейский миномётный Катовицкий ордена Красной Звезды дивизион 1-го ГКК; 1-е формирование — переименован 28.12.1941 из Харьковского огминдн / огминдн ЮЗФ, вошел в состав 65 ГМП в апр. 1942; 2-е формирование — преобразован 10.05.1944 из 49 оминдн; В составе 1 ГКК: 1 УкрФ (1944—1945); |
| 52-й отдельный гвардейский миномётный дивизион                                               | 1-е формирование — капитан / майор Мигрин Афанасий Фадеевич (с 7.1942, в 1944 — нач-к арт. 82 ГСП); 2-е формирование — майор Левадный Георгий Никитович /Николаевич/ (с 1944); нач. штаба капитан Аверьянов Дмитрий Харитонович (с 1945); | Полное наименование (1945) — 52-й Отдельный гвардейский миномётный ордена Красной Звезды дивизион; 1-е формирование — 20.03.1942 — 22.05.1942 — Приказ НКО СССР № 00175 от 15.08.1942 — исключен из состава ГМЧ КА, как не подлежащий восстановлению; Уст-ки М-8; Сформирован 20.03.1942 на базе 1-го д-на 7 ГМП (1-е фор.); Дивизион погиб 22.05.1942 в составе 44 А КрымФ на Керченском п-ве; 2-е формирование — 27.02.1944 — 11.05.1945; Уст-ки М-13; В составе: 11 гв. СК (1943), 6 гв. МК, 4 гв. ТА, 1 УкрФ (1944—1945); Ком-ры бат-й: ст. л-т Аверьянов Дмитрий Харитонович (1944. с 1945 — нш д-на), ст. л-т / капитан Судаков Абрам Григорьевич (с 1944), л-т Карев Вячеслав Иванович (1945), ст. л-т Бурдюгов Василий Иванович (с 1944, умер от ран 21.01.1945); |
| 53-й отдельный гвардейский миномётный дивизион                                               | 1-е формирование — капитан Воробьев Н. В. (1941, затем НШ 5 ГМП (1-го фор.), ст. л-т Мостовой Петр Тимофеевич (1942); 2-е формирование — майор Уланов Михаил Сергеевич (1944, в 1945 — замком 303 ГМП), майор Саввин Александр Митрофанович (1945, пропал без вести 10.05.1945), капитан Авсиевич Александр Абрамович (с 5.1945); нач. штаба ст. л-т Ковалев (1.1944), капитан Вербенко Леонид Андреевич (с 3.1944, в 1945 — пно по исп. ГМЧ 3 УкрФ), капитан Соколовский Григорий Алексеевич (с 7.1944), капитан Авсиевич Александр Адамович (1945, с 5.1945 — ком-р д-на); | Полное наименование (1945) — 53-й Отдельный гвардейский миномётный Прикарпатский орденов Александра Невского и Красной Звезды дивизион; 1-е формирование (М-8-24) — сформирован 20.03.1942 на базе 3-го д-на 5 ГМП (1-го фор.); В действующей армии: 20.03.1942 — 9.07.1942 — дивизион погиб в Севастополе в составе Прим А КрымФ; Приказ НКО СССР № 00175 от 15.08.1942 — исключен из состава ГМЧ КА; 2-е формирование (М-13) — 17.12.1943 — 9.05.1945; В составе: 11 ТК 1 ГТА (1944), 38 А 1 УкрФ (10.1944), 11 ТК, 1 ГТА, 1 БелФ (1945); |
| 57-й отдельный гвардейский миномётный дивизион (2-го формирования)                           | 1-е формирование — / см. 8 ГМП /; 2-е формирование — капитан Кузнецов Василий Александрович (1943, убит — 21.12.1943), капитан Мысько Григорий Фомич (с 12.1943), капитан / майор Зубин Дмитрий Яковлевич (с 2 по 6.1945); замком по с/ч капитан Михайлов Дмитрий Иосифович (с 1943); нач. штаба ст. л-т / капитан Зубашич Федор Терентьевич (с 1943, в 1945 — НШ 146 ГАМП), майор Жилко Василий Федорович (2.1945), капитан Ермак Федор Миронович (с 4.1945); 1-й пнш ст. л-т Шевченко Виталий Семенович (1943); | Полное наименование (1945) — 57-й Отдельный гвардейский миномётный дивизион; 1-е формирование — переименован 29.05.1942 из 1-го д-на 8 ГМП, а 3.08.1944 снова переименован в 1-й д-н 8 ГМП; 2-е формирование — переформирован 15.03.1943 из 148 МП; В составе 7 гв. КК: ЗакФ (1943), 65 А 1 БелФ (1944—1945); ком-р бат-и капитан Иванов Иван Прокофьевич (1945); |
| 60-й отдельный гвардейский миномётный дивизион (2-го формирования)                           | 1-е формирование — / см. 6 ГМП /; 2-е формирование — капитан Шарков Борис Николаевич (с 8.1943), майор Ройзман Петр Абрамович (1945, в 1943 — ком-р д-на 151 МП, в 1944 — ком-р 60 омд); | Полное наименование (1945) — 60-й Отдельный гвардейский миномётный дивизион 2-го гв. КК; 1-е формирование — 60 огмд (переименован 4.08.1944 в 1-й д-н) в составе 6 ГМП; 2-е формирование — Переформирован 21.04.1943 из 151 МП; В составе 2 ГКК: 1 БелФ (1945); |
| 64-й отдельный гвардейский миномётный дивизион                                               | майор Гусев Алексей Никифорович (с 1943); нач. штаба капитан Саблуков Алексей Ефимович (с 1944); нач-к арттех. снаб. ст. техник-л-т Згола Иван Максимович (с 1944); | Полное наименование (1945) — 64-й Отдельный гвардейский миномётный дивизион; Переформирован 16.03.1943 из 162 МП, как 64-й отд. мин. д-н, с 1944 — 64 гв. отд. мин. д-н; В составе 3 ГКК: ЗапФ (1943), 2-й БелФ (1944—1945); |
| 68-й отдельный гвардейский миномётный дивизион 4 ГКК (2-го формирования)                     | 1-е формирование — / см. 3 ГМБр /; 2-е формирование — майор Овичинников Илья Федорович (3.1944, погиб — 10.04.1944), капитан Яковлев Алексей Сергеевич (с 6.1944), капитан Дмитрук (1945); нач. штаба капитан Лебединский Платон Филиппович (1944, погиб — 10.04.1944), капитан Сагидулин Габит Акулович (7.1944, в 1945 — ком-й арт. 34 ГККП); | Полное наименование (1945) — 68-й Отдельный гвардейский миномётный Одесский Краснознамённый ордена Александра Невского дивизион; 1-е формирование — в действующей армии: 2.07.1942 — 18.11.1943 (с 26.11.1942 в 3 ГМБр) — переименован в 1-й д-н 3 ГМБр; 2-е формирование — с 1.1944 в составе 4 ГКК: 1 КМК 2 УкрФ (1944—1945); ком-р бат-и ст. л-т Нилов Павел Иванович (1945); ком-р бат-и капитан Гончаров Николай Дмитриевич (1945); |
| 77-й отдельный гвардейский тяжёлый миномётный дивизион                                       | капитан / майор Дьяченко Матвей Митрофанович (1942); замполит д-на капитан Хребто Денис Михайлович (1942, затем в 15 ГМБр); | 96 рам М-30; Сформирован в 6.1942 для опробования новых РС М-30, до 7.1942 входил в состав 77 ТГМП, затем, как отд. д-н; В составе: 5 ТА ВолФ (7.1942), 2-я группа д-ов М-30 (ком-р гр. к-н Тараненко) ОГ ГМЧ ЮЗФ (11.1942); В действующей армии: 5.07.1942 — 6.04.1943 — расформирован / обращен на укомплектование 15 ГМБр; |
| 82-й отдельный гвардейский миномётный дивизион (1-го формирования)                           | 1-е формирование — майор Залявин Иван Иванович (1942, в 1944 — ком-р 163 оадн ЧФ); 2-е формирование — / см. 8 ГМБр /; | 1-е формирование — 9.07.1942 — 21.03.1943 — расформирован; В составе: 34 А СЗФ (1942); 2-е формирование — переименован из 612 огмд (1 фор.) 31.03.1943 — вошел в состав 2 / 8 ГМБр; |
| 89-й отдельный гвардейский миномётный дивизион                                               | ст. л-т / капитан Гайжев Иван Павлович (с 20.06.1942, в 1944 — ком-р 289 д-на 58 ГМП), майор Дрогавцев Сергей Васильевич (с 7.1944); нач. штаба Ваныгин Александр Михайлович (1945); военком ст. п-к Борщев (9.1942); | Полное наименование (1945) — 89-й Отдельный гвардейский миномётный Померанский орденов Александра Невского и Красной Звезды дивизион; В действующей армии: (24.07.1942) 1.08.1942 — 9.05.1945; С 6 по 12.1942 входил в состав 68 ГМП; В составе: отд. группы (10.1942), 68 ГМП ЗапФ (1942), КалФ (7.1942), 2 ГТА 1 БелФ (1945); |
| 96-й отдельный гвардейский миномётный дивизион                                               | ст. л-т / капитан Забродоцкий Николай Савельевич (с 8.1942, затем НШ 322 ГМП); военком — ст. п-к Латко (8.1942); | В действующей армии: 1.08.1942 — 4.07.1943 — расформирован; В составе: ЗапФ (1942); С 1.1943 входил во временный состав 5 ГМБр; |
| 102-й отдельный гвардейский миномётный дивизион                                              | майор Полубок Пантелей Николаевич (пропал без вести — 8.1942); | Уст-ки М-8; В действующей армии: 13.12.1941 — 1.10.1942 — расформирован — Приказ НКО СССР № 00175 от 15.08.1942 — исключен из состава ГМЧ КА, как не подлежащий восстановлению; Дивизион погиб в составе 39 А КалФ в окружении северо-западнее г. Вязьмы Смоленской обл.; |
| 103-й отдельный гвардейский миномётный дивизион                                              | капитан Каморный Юрий Александрович (1942, с 6.1942 — ком-р 69 ГМП); военком — Шириков (1942); | Уст-ки М-8; В действующей армии: 14.12.1941 — 1.10.1942 — расформирован — Приказ НКО СССР № 00175 от 15.08.1942 — исключен из состава ГМЧ КА, как не подлежащий восстановлению; В составе: 29 А КалФ (1942); Дивизион погиб в Ржевскую наступательную операцию — 1.10.1942. в составе 39 А КалФ; |
| 106-й отдельный гвардейский миномётный дивизион                                              | ст. л-т / капитан Радионов Михаил Евгеньевич (1942, затем — НШ 311 ГМП), капитан Мордашев Алексей Степанович (1943, затем — ком-р 443 д-на 315 ГМП), майор Калупаев (1945); нач. штаба л-т / ст. л-т Дзгоев Александр Васильевич (с 5.1942, в 1945 — ком-р д-на 95 ГМП), ст. л-т Тамилин Сергей Степанович (1943, затем — начфин д-на); военком — ст. п-к Побережный (1942), п-к Тищенко Иван Ефимович (8.1942); | Полное наименование (1945) — 106-й Отдельный гвардейский миномётный Краснознамённый дивизион; Уст-ки М-8; В действующей армии: 27.12.1941 — 9.05.1945; В составе: КалФ (1942), 22 А СЗФ (1943), 18 ТК 2 УкрФ (1945); ком-р бат-и л-т Дзгоев А. В. (с 1941, с 5.1942 — нш д-на); |
| 107-й отдельный гвардейский миномётный дивизион                                              | майор Барсуков Сергей Васильевич (11.1942, с 6.1943 — НШ 11 ГМП (2-е фор.)), капитан Донченко Алексей Иванович (1.1943, затем — ком-р 3-го д-на 60 ГМП); | Уст-ки М-8; В действующей армии: 30.12.1941 — 26.05.1943 — обращен 29.05.1943 на укомплектование 11 ГМП (2-го фор.); В составе: 3 Уд. А КалФ (12.1942), 19 ГСД КалФ (1.1943); ком-р бат-и капитан Молотов Леонид Владимирович (1.1943, затем ком-р д-на 29 ГМБр); ком-р огн. вз-да л-т Суходоев Леонид Нефедович (1.1943, затем в 11 ГМП (2-го фор.)); |
| 109-й отдельный гвардейский миномётный дивизион                                              | капитан / майор Потемкин Сергей Тимофеевич (1942, с 1943 — ком-р 96 ГМП), капитан / майор Танский Николай Павлович (с 1.1943, с 7.1943 — ком-р 3 ГМП (3-го фор.)); замком д-на ст. л-т Лозовский Павел Венидиктович (с 11.1941 — 3.1942, тяж. ранен); нач. штаба ст. л-т Кучеренов Г. (1943); военком — п-к Стеганенко (1942); | Уст-ки М-8 на Т-60; В действующей армии: 1.01.1942 — 23.05.1943 — обращен 29.05.1943 на укомплектование 12 ГМП (2-го фор.); В составе: 4 Уд. А КалФ (1942), 22 А КалФ (1943); |
| 115-й отдельный гвардейский миномётный дивизион 11-го танкового корпуса                      | майор / подполковник Маяцкий Федор Павлович (с 3.1942, с 6.1943 — НШ 323 ГМП, в 1944 — замком 1 уч. бр. ГМЧ), капитан / майор Волынский Борис Николаевич (с 1.1943, с 8.1944 — НШ 303 ГМП), майор Варакса Евгений Антонович (1945), п/п Миничкин Александр Васильевич (с 1946); нач. штаба ст. л-т Олех Григорий Андреевич (пропал без вести в 2.1943), капитан / майор Запорожан Николай Никифорович (с 3.03.1943); замполит капитан / майор Серогодский Виктор Алексеевич (с 1944); | Полное наименование (1945) — 115-й Отдельный гвардейский миномётный дивизион 11 ТК; Уст-ки М-8, в 1944 - М-13 8 шт; В действующей армии: 17.02.1942 — 9.05.1945; В составе: 4 ГСК 3 ГА, 6 А ЮЗФ (1942—1943), 11 ТК 69 А 1 БелФ (1944—1945); В 8.1945 вошел в состав 23-й гв. тгабр; В 10.1942 в опер. подчинении 24 ГМП, в 6.1944 в опер. подчинении 303 ГМП (АОГ ГМЧ 57 А 1 БелФ); ком-р бат-и ст. л-т Запорожан Н. Н. (с 5.09.1942, с 3.03.1943 — НШ д-на); ком-р бат-и ст. л-т Буря Владимир Александрович (1943, в 1945 — нш д-на 308 ГМП); |
| 126-й отдельный гвардейский миномётный дивизион                                              | капитан / майор Добринский Григорий Григорьевич (с 1.1944); нач. штаба капитан Яцевский Николай Андреевич (1945); | Полное наименование (1945) — 126-й Отдельный гвардейский миномётный Варшавский дивизион; В действующей армии: 18.01.1944 — 9.05.1945; В составе: 9 ГТК 2 ГТА 1 БелФ (1944—1945); |
| 127-й отдельный гвардейский миномётный дивизион                                              | гв. майор Михайлов Николай Андреевич (с 5.1944), майор Сироткин Дмитрий Константинович (с 1.1945); замполит майор Пушкарев Петр Федорович (1944); | Полное наименование (1945) — 127-й Отдельный гвардейский миномётный ордена Кутузова дивизион; Уст-ки М-13 (8 шт.); В действующей армии: 22.05.1944 — 11.05.1945, 9.08.1945 — 3.09.1945; В составе: 5 Гв. ТК, 6 ГТА 2 УкрФ (1944—1945), 5 ГТК 2 ДВФ (9.1945); |
| 128-й отдельный гвардейский миномётный дивизион                                              | гв. майор Соловьёв Владимир Михайлович (с 1944); | Полное наименование (1945) — 128-й Отдельный гвардейский миномётный Рижский ордена Александра Невского дивизион; В действующей армии: 31.08.1944 — 2.12.1944, 16 — 19.12.1944, 8.01.1945 — 27.03.1945; В составе 10ТК: 2 ПрибФ (с 1944); |
| 129-й отдельный гвардейский миномётный дивизион                                              | майор / подполковник Большаков Яков Михайлович (с 1.1944, 10.05.1945 — убыл на учёбу г. Тарту); нач. штаба капитан Чаркин Николай Иванович (с 4.1944, с 1 — 4.1944 — ком-р бат-и д-на); замполит майор Аленин Александр Петрович (8.1944, в 1945 — в 11 ГМП); | Полное наименование (1945) — 129-й Отдельный гвардейский миномётный дивизион 4 ГМК; В действующей армии: 2.02.1944 — 15.04.1945; В составе 4 ГМК: 3 УкрФ (с 1.1944), 2 УкрФ (с 9.1944 — 1945); |
| 201-й отдельный гвардейский миномётный дивизион                                              | майор Садкович Алексей Федорович (1942, в 1944 — замком 12 ГАПБр), капитан Селезнев Владимир Александрович (с 3.1943, в 1942 — нач-к разведки), майор Багавеев Ислам Багавеевич (с 8.1943); нач. штаба капитан Кобызев Василий Дмитриевич (с 1943); военком — бат. ком Вербенко Андрей Андреевич (1942); | Полное наименование (1945) — 201-й Отдельный гвардейский миномётный Смоленский орденов Александра Невского и Красной Звезды дивизион; Уст-ки М-13; В действующей армии: 9.12.1941 — 9.05.1945; В составе: 61 А ЗапФ (1942), 220 СД ЗапФ (3.1943), 31 ТК 21 А 1 УкрФ (1.1945), 1 ТК 60 А 4 УкрФ (4.1945); |
| 202-й отдельный гвардейский миномётный дивизион                                              | ст. л-т Давыденко (1942), капитан / майор Лазько Георгий Моисеевич (4.1942, пропал без вести 5.08.1942); нач. штаба ст. л-т Дераслов В. (1942); нач-к разведки л-т Иващенко Алексей Ефимович (1942, в 1944 — пнш 22 ГМБр); военком — ст. п-к Мартынов (1942); | Уст-ки М-13; В действующей армии: 20.12.1941 — 18.07.1942 — расформирован — Приказ НКО СССР № 00175 от 15.08.1942 — исключен из состава ГМЧ КА, как не подлежащий восстановлению; В составе: 39 ОГ ГМЧ КалФ (1942); Дивизион погиб в окружении северо-западней Вязьмы в составе 39 А КалФ; |
| 204-й отдельный гвардейский миномётный дивизион                                              | капитан Булатов Камлиник Кузьмич (1942, пропал без вести в 8.1942, а к-н Булатов Константин Кузьмич (1898 г.р.) — попал в плен 20.07.1942, к-н 204 ад, 24.03.1945 — в Шталаге 337); военком — политрук Гетманец Георгий Петрович (1942, пропал без вести в 6.1942); | Уст-ки М-13; В действующей армии: 10.01.1942 — 18.07.1942 — расформирован — Приказ НКО СССР № 00175 от 15.08.1942 — исключен из состава ГМЧ КА, как не подлежащий восстановлению; В составе: 4 Уд. А КалФ (1942); Дивизион погиб в составе 41 А КалФ; ком-р орудия с-т Ветошев Сергей Алексеевич (1942, в 2.1942 — временно был придан в 109 гв. оминдн); |
| 205-й отдельный гвардейский миномётный дивизион                                              | капитан / майор Варягин Игорь Алексеевич (с 1942—1945), капитан Максимов (8.1943), капитан / майор Кислов Григорий Григорьевич (в 1942); нач. штаба ст. л-т Сисин Борис Георгиевич (с 1942, умер от ран 26.12.1942), ст. л-т Никитин Иван Алексеевич (с 1.1943, в 1945 — нш 3-го д-на 17 ГМП); замком капитан Калмыков В. А. (погиб — 15.12.1942); военком — ст. п-к Мусатов (1942); | Полное наименование (1945) — 205-й Отдельный гвардейский миномётный дивизион 8 МК; Уст-ки М-13; В действующей армии: 6.01.1942 — 9.05.1945; В составе: 1-й АОГ ГМЧ 3 Уд. А КалФ (1942—1943), 8 МК 5 гв. ТА 2 УкрФ (1943), 8 МК 2 БелФ (1945); ком-р бат-и ст. л-т Калмыков Всеволод Александрович (с 27.12.1941, затем — замком д-на); |
| 206-й отдельный гвардейский миномётный дивизион                                              | майор Плешаков Павел Тимофеевич (с 12.1941, с 9.1942 — ком-р 23 ГМП); нач. штаба капитан Овсянников Василий Николаевич (1942, пропал без вести — 5.08.1942); нач. хим. службы л-т Павловский Юрий Александрович (1942); военком — п-к Алексеев (1942); | Уст-ки М-13; В действующей армии: 15.01.1942 — 5.07.1942 — расформирован; Приказ НКО СССР № 00175 от 15.08.1942 — исключен из состава ГМЧ КА; В составе: СталФ (1942); Дивизион погиб в составе 6 А ЮЗФ в Харьковской операции; |
| 240-й отдельный гвардейский миномётный дивизион                                              | капитан / майор Денисенко Николай Николаевич (с 2.1942, с 9.1943 — ком-р 395 огмд 99 ГМП), майор Журавлев Леонид Анатольевич (1942, с 1944 — ком-р д-на 75 ГМП), майор Плотицын Семен Петрович (1943, в 1944 — замком 20 ГМБр), майор Максимов Александр Александрович (с 1944); военком ст. бат ком. Максимов (8.1942); | Полное наименование (1945) — 240-й Отдельный гвардейский миномётный Ямпольский Краснознамённый дивизион; Сформирован 11.02.1942 из особой бат-и ст. л-та Денисенко Н. Н. (стал ком-р д-на); Уст-ки М-13; В действующей армии: 20.03.1942 — 11.05.1945; В составе: 5 ГСК 3 Уд. А КалФ (1942), ЗапФ (8.1942), 39 А 1 ПрибФ (9.1943), 4 ГТК 1 УкрФ (1944—1945); ком-р 3-й бат-и ст. л-т Рыбников Евгений Борисович (1943, в 1944 — пнш 60 ГМП); |
| 248-й отдельный гвардейский миномётный дивизион                                              | 1-е формирование — капитан Седов Борис Михайлович (1943, затем — ком-р 510 / 26 ГМБр); 2-е формирование — майор Иевлев Иван Федорович (1943, в 1945 — ком-р 3 / 308 ГМП), капитан / майор Коваленко Иван Петрович (с 1.1945); нач. штаба капитан Еськин Андрей Иванович (1945); | Полное наименование (1945) — 248-й Отдельный гвардейский миномётный ордена Красной Звезды дивизион; 1-е формирование — 2.04.1942 — 5.02.1943; 10.03.1943 — переименован в 510 огмд / 26 ГМБр; 2-е формирование — 20.07.1943 — 11.05.1945; В составе: 30 ТК 4 ТА, 10 ГТК 4 ТА 1 УкрФ (с 1944); |
| 249-й отдельный гвардейский миномётный дивизион                                              | капитан Терентьев Александр Петрович (до 12.1942, затем НШ 4 ГМП); нач. штаба ст. л-т Шехтман М. С. (1942, с 12.1942 — нш 3/2 ГМП), ст. л-т Синенков Дмитрий Маркович (1942, с 1.1943 — ком-р д-на 18 ГМБр); | В действующей армии: 2.04.1942 — 16.12.1942 — расформирован; В оперативном подчинении 47 ГМП; |
| 286-й отдельный гвардейский миномётный дивизион                                              | капитан Пайков Валентин Львович (1943, в 1945 пнш по ГМЧ 65 А 2 БелФ), майор Тестин Александр Алексеевич (с 1944, в 1943 — ком-р 315 огмд 65 ГМП); нач. штаба капитан Петухов Анатолий Иванович (1945); | Полное наименование (1945) — 286-й Отдельный гвардейский миномётный Лодзинский дивизион 9 ТК; Уст-ки М-13; В действующей армии: 3.05.1942 — 9.05.1945; В составе: 140 СД 13 А ЦентрФ (1943), 9 ТК 1 БелФ (1944—1945); ком-р 1-й бат-и ст. л-т / капитан Жадан Сергей Иванович (с 1943); ком-р 2-й бат-и капитан Шапка Иван Павлович (1944), капитан Каменек Михаил Иванович (1945); |
| 307-й отдельный гвардейский миномётный дивизион                                              | капитан / майор Гапич Николай Григорьевич (с 1942, в 1945 — НШ 318 ИПТАП), капитан / майор Ильин Павел Ильич (с 7.1943 — 5.1945, с 10.1942 — НШ д-на), капитан Ющенко Н. Ф. (в 8 и 11 — 12.1943); нач. штаба ст. л-т Ровнов Александр Иванович (1942, в 1944 — ком-р 328 огмд 85 ГМП), капитан Ющенко Николай Фомич (с 1943, в 1942 — ком-р бат-и, с 11.1943 — ком-р д-на), ст. л-т Яковенко Николай Андреевич (в 8.1943, нач. разведки, затем в 301 САП), ст. л-т Солодкий Тимофей Иванович (11 — 12.1943, с 5.1942 — Нач-к хим. сл.); военком — ст. п-к Сомов (1942); | Полное наименование (1945) — 307-й Отдельный гвардейский миномётный ордена Красной Звезды дивизион; Уст-ки М-8; В действующей армии: 25.04.1942 — 9.05.1945; В составе: БрянФ (1942), 2 ТК, 5 ТА, ЮЗФ (1942), 2 ТК, ВорФ (1943), 8 ГТК, 1 БелФ (1944), 8 ГТК 2 БелФ (1945); |
| 308-й отдельный гвардейский миномётный дивизион                                              | капитан / майор Баранов Николай Антонович (1942, в 1943 — замком 315 ГМП), капитан Пунтус Егор Петрович (3.1943, с 1.1944 — НШ 27 ГМБр); нач. штаба ст. л-т Тихоньков Аркадий Денисович (1943, с 1944 — нач-к развед. 27 ГМБр); военком — ст. п-к Попов Василий Афанасьевич (1942); | Уст-ки М-8; В действующей армии: 25.04.1942 — 22.05.1943 — обращен на формирование 3 ГМП (3-е фор.); В составе: 3 ТК ЗапФ (1942), 30 А ЗапФ (3.1943); ком-р бат-и ст. л-т Опалев И. В. (1942, с 1943 — НШ 40 огмд); |
| 309-й отдельный гвардейский миномётный дивизион                                              | майор Давыдов Владимир Давыдович (до 12.1942); военком — ст. политрук / майор Резниченко Константин Иванович (1942, с 1.1943 — ком-р д-на, с 30.08.1944 — ком-р 83 ГМП); | Уст-ки М-8; В действующей армии: 24.04.1942 — 20.04.1943 — расформирован; В составе: 4 ТК 6 А ВорФ (1942), 1-я АОГ ГМЧ ДонФ / ЦентрФ (1943); |
| 324-й отдельный гвардейский миномётный дивизион                                              | майор Журавлев Леонид Анатольевич (с 1942, с 3.1944 — ком-р 1 / 75 ГМП), майор Шарков Владимир Семенович (1944, с 12.1944 — НШ 42 ГМП), капитан / майор Николаев Владимир Иванович (1945); нач. штаба ст. л-т / капитан Николаев В. И. (с 1943, в 1945 — ком-р д-на), ст. л-т Савельев Александр Николаевич (1945); | Полное наименование (1945) — 324-й отдельный гвардейский миномётный Минский Краснознамённый дивизион; Уст-ки М-8; Формировался с 11.11.1943 по 12.1943; В действующей армии: 17.06.1942 — 9.05.1945; В составе: 3 ГТК (1943), 5 ГТА 2 УкрФ (1944), 3 ГТК 2 БелФ (1945); |
| 334-й отдельный гвардейский миномётный дивизион                                              | капитан / майор Тогузаев Аламбек Аламбекович (с 1943); нач. штаба капитан Бальцев Павел Иванович (1944, в 1942 — ком-р бат-и, в 10.1944 — ком-р д-на); замполит майор Степанов Иван Васильевич (с 1943); | Полное наименование (1945) — 334-й Отдельный гвардейский миномётный Краснознамённый дивизион; В действующей армии: 25.06.1942 — 3.09.1945; В составе: с 6.1942 по 8.1942 — входил в состав 71 ГМП, 3 ГМК 1 УкрФ (1943), 3 ГМК 3 БелФ (1944), 8 ГМК ЛенФ (1945); ком-р 2-й бат-и ст. л-т Забурдаев Иван Михайлович (1944); |
| 348-й отдельный гвардейский миномётный дивизион (2-го формирования)                          | 1-е формирование — майор Токмаков А. И. (затем в 9 ГМП (2-е ф.)); 2-е формирование — майор Самсонов Борис Афанасьевич (1943, в 1944 — ком-р д-на 2 ГМП), майор Алешкин Анатолий Александрович (с 1944); нач. штаба капитан Клименко Александр Филиппович (1944); | Полное наименование (1945) — 348-й Отдельный гвардейский миномётный дивизион; 1-е формирование — 25.09.1942 — 14.05.1943; 27.05.1943 — обращен на формирование 9 ГМП (2-е фор.); Уст-ки М-8; В составе: ЗапФ (1942); 2-е формирование — 3.05.1943 — 1.04.1945; В составе: 19 ТК 6 Гв. А 1 ПрибФ (1944); |
| 353-й отдельный гвардейский миномётный дивизион                                              | майор Василенко Даниил Антонович (1943, в 1944 — замком 27 ГМП); нач. штаба ст. л-т / капитан Коган (1943); | В действующей армии: 3.07.1942 — 25.05.1943; 26.05.1943 — обращен на формирование 7 ГМП (2-го фор.); В составе: 50 А ЗапФ (1943); |
| 405-й отдельный гвардейский миномётный дивизион                                              | капитан / майор Гиленков Юрий Всеволодович (с 1943—1945); нач. штаба ст. л-т Сидорович Георгий Семенович (1943), капитан Демидов Петр Михайлович (1944, с 2.1945 — ком-р 1 / 41 ГМП), ст. л-т Титков Дмитрий Георгиевич (с 2.1945); | Полное наименование (1945) — 405-й Отдельный гвардейский миномётный Черновицкий Краснознамённый ордена Богдана Хмельницкого 2 ст. дивизион; В составе: 3 МК, 8 ГМК 1 ГТА ВорФ / 1 УкрФ, 1 БелФ (1943—1944 — 1945); ком-р 1-й бат-и ст. л-т Ковылин Сергей Михайлович (1945); ком-р 2-й бат-и л-т Ткаченко Степан Матвеевич (1945); |
| 406-й отдельный гвардейский миномётный дивизион                                              | капитан / майор Мухопад Александр Петрович (с 12.1942); нач. штаба ст. л-т / капитан Бачалдин Леонид Алексеевич (с 12.1942), капитан Байбак Григорий Егорович (1943, погиб — 2.03.1943); замком майор Мельник; | В составе: 5 МК ЮЗФ (1942—1943), 5 МК, 20 ТК 2 УкрФ (1944); ком-р 2-й бат-и ст. л-т Малинин Виктор Александрович (с 12.1942, в 8.1945 — нш д-на 32 ГМП); |
| 407-й отдельный гвардейский миномётный дивизион                                              | майор Шмулевич Исаак Львович (с 1943); нач. штаба капитан Сафра Рафаил Семенович (1943, погиб — 13.09.1943), капитан Ремизов Борис Владимирович (1945); | Полное наименование (1945) — 407-й Отдельный гвардейский миномётный дивизион 1-го ГМК; В составе 1 ГМК: 3 УкрФ (1943—1944 — 1945); |
| 408-й отдельный гвардейский миномётный дивизион                                              | майор Волынцев Павел Григорьевич (с 6.1943, умер от ран 2.11.1944), капитан Терещенко Николай Иванович (в 1943, замполит д-на), майор Чванов Андрей Никифорович (с 11.1944), врид ст. л-т Шмотин Виктор Сергеевич (4.1945, убит — 26.04.1945), врид ст. л-т Каллогов Хазби Бибаевич (с 26.04.1945); нач. штаба ст. л-т Шумилин Л. (1945); замполит д-на ст. л-т Павлов Иван Павлович (1943, в 1944 — замполит 4 д-на 32 ГМБр); | Полное наименование (1945) — 408-й Отдельный гвардейский миномётный дивизион 2-го ГМК; Переименован 6.06.1943 из 45 огмд 2 МК; В составе: ЮжнФ (1943), 4 УкрФ (9.1943), 2 ГМК 3 УкрФ (1944), 2 ГМК 2 УкрФ (2.1945); ком-р 2-й бат-и ст. л-т Каллогов Хазби Бибаевич (1945, с 26.04.1945 — врид ком-ра д-на); |
| 409-й отдельный гвардейский миномётный дивизион                                              | капитан / майор Колупаев Николай Алексеевич (с 1943); нач. штаба капитан Близнюк Александр Филиппович (1945, в 1944 — нш 371 гмд 89 ГМП); | Полное наименование (1945) — 409-й Отдельный гвардейский миномётный Молодеченский ордена Александра Невского дивизион; В действующей армии: 1943 — 9.05.1945; в 1945 — вошел в состав 89 ГМП; В составе: 1 УкрФ (1943); |
| 410-й отдельный гвардейский миномётный дивизион                                              | капитан Дорохов Степан Дмитриевич (с 9.1942), капитан Пронский Кузьма Васильевич (с 7.1943); замполит майор Золотько Михаил Яковлевич (1943, в 1945 — в 1820 АП, пропал без вести 23.04.1945); | В составе: 7 ГМК 3 ГТА, 60 А 1 УкрФ (1943); |
| 439-й отдельный гвардейский миномётный дивизион                                              | капитан / майор Валуйкин Михаил Семенович (с 1943, в 1945 — ком-р 2-го д-на 323 ГМП), майор Гусев Александр Иосифович (с 8.1944); нш д-на ст. л-т Логутенков Александр Григорьевич (1944—1945); | Полное наименование (1945) — 439-й отдельный гвардейский миномётный Перемышльский дивизион; В действующей армии: 10.01.1943 — 11.05.1945; В составе: 6 ГТК 3 ГТА 1 УкрФ (1944—1945); Входил в состав 314 ГМП до 4.1944, затем как отдельный д-н в составе 6 ГТК; |
| 440-й отдельный гвардейский миномётный дивизион                                              | капитан / майор Гончаренко Иван Андреевич (с 11.1942); нач. штаба капитан Лукинский Владимир Семенович (с 1944, в 1943 — ком-р бат-и); | Полное наименование (1945) — 440-й отдельный гвардейский миномётный ордена Красной Звезды дивизион; В действующей армии: 10.01.1943 — 11.05.1945; В составе 7 ГТК: 3 ГТА ВорФ (1943), 1 УкрФ (1944—1945); Входил в состав 314 ГМП до 4.1944, затем как отдельный д-н в составе 7 ГТК; |
| 441-й отдельный гвардейский миномётный дивизион                                              | капитан / майор Коробов Николай Филиппович (с 1943, с 12.1943 — НШ 83 ГМП), майор Ильин (1.1944), майор Сокаленко Иван Федорович (с 7.1944); нш д-на ст. л-т Гридин Олег Константинович (1944, с 7.1944 — НШ 5 ГМП), капитан Одинец Григорий Петрович (с 7.1944); | Полное наименование (1945) — 441-й отдельный гвардейский миномётный ордена Красной Звезды дивизион; В действующей армии: 10.01.1943 — 11.05.1945; В составе: 9 МК 3 ГТА 1 УкрФ (1944—1945); Входил в состав 314 ГМП до 4.1944, затем как отдельный дивизион в составе 9 МК; |
| 442-й отдельный гвардейский миномётный дивизион                                              | капитан Кузьмин (1943, с 1.02.1944 — отстранен от дол-ти), майор Подшивалов Иван Васильевич (с 1943); замполит майор Дайнеко Павел Прокофьевич (с 1.1943); | Полное наименование (1945) — 442-й Отдельный гвардейский миномётный орденов Александра Невского и Красной Звезды дивизион; В действующей армии: 31.12.1942 — 9.05.1945; В составе: 23 ТК 4 ГА 3 УкрФ (2.1945), 46 А 2 УкрФ (4.1945); |
| 1-й особый дивизион новых реактивных систем (РС) БМ-13-ДД                                    | капитан Уткин Борис Павлович (с 1.1945); | Сформирован в 1.1945 для опробования в боевых условиях новых РС и ПУ; |

## Дивизионы бронепоездов
| Формирование                                        | Командиры | Примечания |
| --------------------------------------------------- | --- | --- |
| 31-й отдельный особый дивизион бронепоездов (ООДБП) | майор Грушелевский Яков Саввич (с 4.1942 — 12.05.1942 — погиб), майор Баженов А. (с 5.1942), подполковник Бойко (1943), подполковник Сосенко Матвей Филимонович (6.1943, в 1942 — ком-р д-на 10-го ОДБП, с 12.1943 — ком-р 1535 ТСАП), майор Морозов Владимир Михайлович (с 1944 — 6.1945, в 1942 — ком-р БП № 2 13 А), подполковник Крохин Иван Антонович (с 6.1945 — 1946, с 15.09.1941 — ком-р 1-го ОДБП ЮЗФ, затем — ком-р 59-го ОДБП ЮЗФ); нач. штаба л-т / ст. л-т / капитан Бадалей В. (с 1942), капитан Волков Валентин Яковлевич (с 1943); военком — бат ком-р Удовиченко (1942); | Полное наименование (1945) — 31-й Особый Горьковско-Варшавский ордена Александра Невского дивизион бронепоездов; Сформирован согласно Постановлению ГКО № 924сс от 20.11.1941; По две уст-ки М-8-24; Состав: бронепоезд (БП) № 659 «Козьма Минин», БП № 702 «Илья Муромец»; В действующей армии: 1.05.1942 — 9.05.1945; В составе БТ и МВ (в состав ГМЧ не входил): 61 А БрянФ (1943), 47 А (1944); ком-р 659-го БП капитан Хмель Павел Каленикович (с 1943), капитан Белов Т. П.; ком-р 702-го БП капитан Клочко Никита Яковлевич (1943, затем в 1170 ЛАП); ком-р взвода М-8 702-го БП старшина Афонин Алексей Михайлович (1944); |
| 39-й особый дивизион бронепоездов                   | капитан Пыриков Николай Григорьевич (1942), майор Курников Иван Константинович (2.1944, в 1945 — ком-р 1297-го САП, погиб — 22.01.1945), капитан / майор Меркулов Георгий Алексеевич (с 1943 — 7.1945), капитан Шевченко Михаил Пантелеймонович (1944, в 1942 — ком-р БП, в 1945 — зам НШ 36-го ТП, пропал б/в 20.01.1945); нач. штаба капитан Лапшин (1944), капитан Кабаков М. И. (с 9.1944); | Уст-ки М-8; Состав: БП № 715, БП № 850; В действующей армии: 9.05.1942 — 9.05.1945; В составе БТ и МВ (в состав ГМЧ не входил): 48 А (1944), 7 Гв. КК 1 БелФ (10.1944); ком-р бронеплощадки 850 БП ст. л-т Кабаков Михаил Иванович (1944, с 9.09.1944 — НШ 39-го ОДБП), капитан Буранбаев Нурей Хайретдинович (1945); ком-р уст-ки М-8 — ст. с-т Балакин Степан Лаврентьевич (1942), с-т Романов Василий Петрович (1942); ком-р уст-ки М-8 ст. с-т Громов Григорий Евдокимович (1943); |
| 57-й особый дивизион бронепоездов                   | капитан / майор Зинаков Самсон Андреевич (с 7.1941 — 1945, с 7.1941 — ком-р 60 отд. БП НКВД), майор Ткаченко (1942), капитан / майор / подполковник Текучев Борис Александрович (с 3.1942 — 8.1944, в 1941- ком-р 58 отд. д-н БП, с 3 — 5.1942 — ком-р группы 3-х БП); нач. штаба ст. л-т / капитан Иголкин Иван Васильевич (с 1944, в 1943 — ком-р 693 БП); военком / замполит — ст. п-к Скирдов Александр Степанович (погиб — 25.01.1943), бат. ком./ подполковник Мингалиев Саитгалей Губайдуллинович (1943);                                                                           | Уст-ки М-13; Состав: БП № 686, БП № 693; В действующей армии: 1.04.1942 — 9.05.1945; В составе БТ и МВ (в состав ГМЧ не входил): 3 Уд. А ЮЗФ (1942), 3 Уд. А КалФ (1943), 3 Уд. А 2 ПрибФ (7.1944), 22 А, 1 Уд. А, 67 А ЛенФ (1944—1945); ком-р 686 БП ст. л-т Евликов Павел Фадеевич (1943); ком-р бронеплощадки РС М-13 — мл. л-т Куневич Павел Андреевич (с 1942); |
| 62-й особый дивизион бронепоездов                   | майор / подполковник Алхазашвили Илья Захарович (с 1942—1944, ком-р группы БП 3-й Уд. А: 56-й, 57-й, 62-й ОДБП (10.1943), затем ком-р 1471-го САП, умер от ран 18.09.1944), капитан / майор Мерзлов Владимир Павлович (с 9.1944, с 1942 — ком-р БП № 653); нач. штаба ст. л-т / капитан Паничкин Григорий Дмитриевич (с 1943); | Полное наименование (1945) — 62-й Особый Новосокольнический дивизион бронепоездов; Уст-ки М-8; Переименован 11.03.1942 из 4 одбп; Состав: № 653 «Мичуринец» и № 701 «Советская Армения»; В составе БТ и МВ (в состав ГМЧ не входил): 3 Уд. А КалФ (1943—1944), 1 Уд. А (1945); В действующей армии: 11.03.1942 — 9.05.1945; ком-р БП майор Чуркин Василий Иванович (1943); ком-р БП № 653 капитан Пергаев Константин Васильевич (с 1943); ком-р БП № 701 капитан Грабовский Сергей Ефимович (1945, с 1942 — ком-р бронеплощадки); ком-р уст-ки М-8 ст. с-т Петров М. В. (1944);                                                    |